# 劉子產
劉子產（459年—466年10月25日），字孝仁，刘宋皇子，宋孝武帝劉駿第十八子，母為徐昭容。
大明七年八月乙丑（463年8月25日），封临贺王，食邑二千户。泰始元年十二月，刘彧即位。同月辛未（466年1月14日），刘彧改封劉子產为南平王，出继宋文帝第四子南平穆王劉铄。
泰始二年十月乙卯（466年10月25日），劉子產与松滋县侯劉子房、永嘉王劉子仁、始安王劉子真、安成王劉子孟、庐陵王劉子舆一并被赐死。